# Estatuto de Régimen Interior de Cataluña
El Estatuto de Régimen Interior de Cataluña –citado habitualmente como Estatuto Interior– fue una ley aprobada por el Parlamento de Cataluña el 25 de mayo de 1933. En él se fijaban los aspectos de regulación interna de las instituciones autónomas, como por ejemplo el Consejo Ejecutivo, encabezado por el presidente de la Generalidad –o bien por un consejero primero, que podía ejercer como delegado del presidente– y formado por los consejeros. Fue aprobado por la mayoría absoluta del Parlamento autonómico, encabezada por Esquerra Republicana de Catalunya, con el voto en contra de los diputados del principal partido de la oposición, la Lliga de Francesc Cambó. El Estatuto Interior constaba de siete títulos –Disposiciones generales, Principios sociales, Organización de la Generalidad, Régimen local, Función judicial, Hacienda y Reforma del Estatuto Interior–, además de un artículo adicional, un artículo transitorio y una disposición final.
El texto, que se encargó de desarrollar aspectos del Estatuto de autonomía, estaba previsto en el proyecto de Estatuto de Nuria, aunque no así en el texto definitivamente aprobado por las Cortes republicanas. 
Durante la tramitación de la propuesta de Estatuto de autonomía de Cataluña de 2006 en el Parlamento catalán, Convergència i Unió propuso la recuperación de un Estatuto Interior que evitara tener que tramitar en las Cortes Generales aspectos reconocidos como de competencia de la Generalidad de Cataluña, propuesta que también hizo el entonces presidente de Esquerra, Josep-Lluís Carod-Rovira. La propuesta fue rechazada por el Partit dels Socialistes de Catalunya e Iniciativa per Catalunya Verds, por lo que fue finalmente descartada.
- Datos: Q2497647